# Gerold Ambrosius
Gerold Ambrosius (* 4. Februar 1949 in Bremerhaven) ist ein deutscher Wirtschaftshistoriker.

## Leben
Ambrosius studierte von 1968 bis 1972 Wirtschaftswissenschaften an der Universität Tübingen. 1976 wurde er mit der Dissertation Die Durchsetzung der Sozialen Marktwirtschaft in Westdeutschland nach dem Zweiten Weltkrieg (1946–1949) promoviert. Das Werk gilt als erste große quellenkritische Arbeit zu dem Thema. Im Rahmen der Assistenztätigkeit an der Freien Universität Berlin (1977–1982) erfolgte die Habilitation mit der Schrift Die öffentliche Wirtschaft in der Weimarer Republik im Fach Wirtschafts- und Sozialgeschichte.
1982 bis 1991 vertrat Ambrosius Professuren an den Universitäten Marburg, Siegen, Berlin, Bochum und Hamburg. Forschungsaufenthalte führten ihn nach Cambridge und Tokio. Ab 1991 hatte er die Professur für Wirtschafts- und Sozialgeschichte an der Universität Konstanz inne. Von 1997 bis zu seiner Emeritierung 2014 war er Inhaber der Professur für Wirtschafts- und Sozialgeschichte an der Universität Siegen, deren Institut für Europäische Regionalforschungen er als Direktor vorstand.
Zu den Forschungsschwerpunkten Ambrosius’ zählen die Geschichte der (Europäischen) Integration von Volkswirtschaften, auch im Vergleich (so die beiden Integrationsphase vor dem Ersten und nach dem Zweiten Weltkrieg), auch mit Schwerpunktsetzung auf die Integration von Infrastruktursystemen und Standardisierungen, ferner die Geschichte öffentlicher Unternehmen, öffentlicher Dienstleistungssysteme, Institutioneller Wettbewerb und die Neue Institutionenökonomik als methodischer Ansatz der Wirtschaftsgeschichte.

## Schriften (Auswahl)
als Autor
- Die Durchsetzung der sozialen Marktwirtschaft in Westdeutschland 1945–1949 (= Studien zur Zeitgeschichte, Bd. 10). DVA, Stuttgart 1977 (zugl. Dissertation, Universität Tübingen, 1976).
- Der Staat als Unternehmer. Öffentliche Wirtschaft und Kapitalismus seit dem 19. Jahrhundert (= Kleine Vandenhoeck-Reihe, Bd. 1498). Vandenhoeck & Ruprecht 1984, ISBN 3-525-33496-6.
- Staat und Wirtschaft im 20. Jahrhundert (= Enzyklopädie deutscher Geschichte, Bd. 7), Oldenbourg, München 1990, ISBN 3-486-55481-6.
- Die öffentliche Wirtschaft in der Weimarer Republik. Kommunale Versorgungsunternehmen als Instrumente der Wirtschaftspolitik. BWV, Berlin 2004, ISBN 3-8305-0704-6 (zugl. Habilitationsschrift, FU Berlin, 1982).
- Liberale vs. institutionelle Integration von Wirtschaftspolitiken in Europa. Das 19. und 20. Jahrhundert im systematischen und historischen Vergleich (= Schriftenreihe des Instituts für Europäische Regionalforschung, Bd. 12). Nomos, Baden-Baden 2009, ISBN 978-3-8329-4988-4.
- Globalisierung. Geschichte der internationalen Wirtschaftsbeziehungen. Springer Gabler, Wiesbaden 2018, ISBN 3-658-20835-X.
- Öffentliches Produktionsvermögen und öffentliche Wirtschaftspolitik in der Bundesrepublik bis in die 1970er Jahre (= Zeitschrift für öffentliche und gemeinwirtschaftliche Unternehmen. Beiheft, Bd. 53). Nomos, Baden-Baden 2019, ISBN 978-3-8487-6151-7.
- (mit Christian Henrich-Franke): Diversität, Transformation, Kontinuität. Europa 1800–1870. Kohlhammer, Stuttgart 2020, ISBN 978-3-17-038196-4.
- (mit Christan Henrich-Franke): Geschichte der Wirtschaftsordnungen der BRD und der EU. Veränderung, Eigenständigkeit und Verflechtung von 1950 bis 2020. Springer Gabler, Wiesbaden 2022, ISBN 978-3-658-38382-4.
- Infrastrukturelle Marktordnungen im sektoralen und epochalen Vergleich. Energie und Telekommunikation vor dem Ersten Weltkrieg und heute (= Historische Dimensionen Europäischer Integration, Bd. 36). Nomos, Baden-Baden 2024, ISBN 978-3-7560-1691-4.

als Herausgeber
- Europäisches Gemeinwohl. Historische Dimension und aktuelle Bedeutung. Nomos VG, Baden-Baden 2006, ISBN 3-8329-1724-1.
- Moderne Wirtschaftsgeschichte. Eine Einführung für Historiker und Ökonomen. Oldenbourg Verlag, München 2006, ISBN 3-486-57878-2.
- Internationale Politik und Integration europäischer Infrastrukturen in Geschichte und Gegenwart. Nomos VG, Baden-Baden 2010, ISBN 978-3-8329-5747-6.